# Lombardei-Rundfahrt 1963
Die Lombardei-Rundfahrt 1963 war die 57. Austragung des italienischen Eintagesrennens Lombardei-Rundfahrt und gehörte zur Rennserie Super Prestige Pernod 1963. Sieger wurde Jo de Roo aus den Niederlanden.

## Rennverlauf
142 Radrennfahrer waren am Start. Die Strecke war 263 Kilometer lang. Start war in Mailand, Ziel war Como. Neun schwere Anstiege waren zu bewältigen, der letzte, „Valle Intelvi“, 28 Kilometer vor dem Ziel. An der Madonna del Ghisallo attackierte Luis Otaño, wurde aber wieder eingeholt. Ebenso erging es wenig später Rolf Wolfshohl. Neun Fahrern gelang in der Schlussphase des Rennens ein Ausreißversuch. Aus dieser Gruppe gewann der Vorjahressieger Jo de Roo den Sprint. 49 Fahrer beendeten das Rennen. Von den Mitfavoriten wurde Vittorio Adorni 11.

## Ergebnis
| Rang | Fahrer           | Team                             | Zeit           |
| ---- | ---------------- | -------------------------------- | -------------- |
| 1    | Jo de Roo        | Saint-Raphaël–Helyett–Hutchinson | 7:05:30 h      |
| 2    | Adriano Durante  | Legnano                          | gl. Zeit       |
| 3    | Michele Dancelli | Molteni                          | gl. Zeit       |
| 4    | Willy Bocklant   | Faema–Flandria                   | gl. Zeit       |
| 5    | Italo Zilioli    | Carpano                          | gl. Zeit       |
| 6    | Angelo Conterno  | Carpano                          | gl. Zeit       |
| 7    | Guido De Rosso   | Molteni                          | gl. Zeit       |
| 8    | Aldo Moser       | San Pellegrino                   | gl. Zeit       |
| 9    | Luigi Maserati   | Gazzola                          | gl. Zeit       |
| 10   | Tom Simpson      | Peugeot                          | + 1:49 Minuten |